# Сенгилеевские ГЭС
Сенгилеевские гидроэлектростанции — группа из четырёх ГЭС на Невинномысском канале и реке Егорлык, в Ставропольском крае. Состоит из Сенгилеевской ГЭС, Егорлыкской ГЭС, Егорлыкской ГЭС-2 и Новотроицкой ГЭС. Входит в Кубанский каскад ГЭС. Сенгилеевские ГЭС расположены на Невинномысском канале, забирающем воду из реки Кубань с целью для орошения и обводнения земель Ставропольского края, а также на реке Егорлык, используемой как продолжение Невинномысского канала. ГЭС используют перепады уровней воды на трассе каналов, работая в базовой и пиковой части графика нагрузок. Сенгилеевские ГЭС входят в состав филиала «Каскад Кубанских ГЭС» ОАО «РусГидро».
Общая мощность Сенгилеевских ГЭС — 62,88 МВт, среднегодовая выработка — 227,6 млн кВт·ч.

## Сенгилеевская ГЭС
Расположена на 55-м км Невинномысского канала, у пос. Приозерный Шпаковского района Ставропольского края. Строительство ГЭС начато в 1949 году, первый гидроагрегат был пущен 22 декабря 1953 года. ГЭС построена по деривационному типу, работает на стоке Невинномысского канала (режим работы — базовый по водотоку), водохранилищ и бассейнов суточного регулирования не имеет. Мощность ГЭС — 15 МВт, среднегодовая выработка — 77,6 млн кВт·ч.
Недалеко от Сенгилеевской ГЭС возможно строительство ГЭС на концевом сбросе Невинномысского канала в Сенгилеевское водохранилище, мощностью 10 МВт. Состав сооружений ГЭС: подводящий канал, водоприёмник, турбинный водовод, здание ГЭС, отводящий канал. Требуемый объём инвестиций составляет $ 7,915 млн.

## Егорлыкская ГЭС
Также имеет название Егорлыкская ГЭС-1. Расположена на реке Егорлык, у с. Сенгилеевское Шпаковского района Ставропольского края. Строительство станции начато в 1956 году, ГЭС введена в эксплуатацию в 1962 году. ГЭС построена по плотинному типу (имеется небольшое Егорлыкское водохранилище), режим работы — пиковый по установленному графику. Мощность ГЭС — 30 МВт, среднегодовая выработка — 80 млн кВт·ч.

## Егорлыкская ГЭС-2
Расположена на реке Егорлык, вблизи посёлка Левоегорлыкский Изобильненского района Ставропольского края. Начата строительством в 1994 году, пущена в конце 2010 года. Кроме выработки электроэнергии, имеет функцию предотвращения размыва русла реки Егорлык и заиливания Новотроицкого водохранилища.
ГЭС построена по приплотинной схеме (пристроена к ранее построенной плотине буферного водохранилища Егорлыкской ГЭС), работает по стоку реки Егорлык, зарегулированному существующим Егорлыкским водохранилищем. Мощность ГЭС — 14,2 МВт, среднегодовая выработка 55,1 млн кВт·ч.

## Новотроицкая ГЭС
Расположена на реке Егорлык вблизи г. Солнечнодольска Изобильненского района Ставропольского края. Строительство станции начато в 1950 году, ГЭС введена в эксплуатацию в 1953 году. Входит в состав группы Сенгилеевских ГЭС каскада Кубанских ГЭС.
Гидроэлектростанция построена по плотинно-деривационной схеме с безнапорной подводящей деривацией. Напорные сооружения ГЭС образуют Новотроицкое водохранилище полной ёмкостью 137 млн.м³. Мощность ГЭС — 3,68 МВт, среднегодовая выработка — 14,9 млн кВт·ч.